# Condado de Harrison (Ohio)

Localización del condado de Harrison en Ohio.

El condado de Harrison es uno de los 88 condados del Estado estadounidense de Ohio. La sede del condado es Cádiz, la cual es también la mayor ciudad. El condado posee un área de 1.064 km² (los cuales 19 km² están cubiertos por agua), la población de 15.856 habitantes, y la densidad de población es de 15 hab/km² (según censo nacional de 2000). Este condado fue fundado en 1813.